# 李実
李 実（り じつ、生没年不詳）は、唐の皇族。嗣道王。

## 経歴
宗正寺卿・嗣道王李錬（東安郡公李詢の子の嗣道王李微の子）の子として生まれた。道王李元慶の玄孫にあたる。蔭官により出仕し、六度異動して潭州司馬となった。江西節度使・嗣曹王李皋に召し出されて判官となり、蘄州刺史に転じた。李皋が山南東道節度使となると、李実は節度判官・検校太子賓客・員外郎に任用された。貞元8年（792年）、李皋が死去し、新たな節度使が着任しなかったことから、李実は知留後をつとめた。軍士への衣食の給与が少なかったため、軍士は李実に恨みを抱き、李実を謀殺しようとした。李実は夜間に城壁を縄で伝って脱出した。長安を訪れると、司農寺少卿に任じられた。のちに検校工部尚書・司農寺卿を加えられた。
貞元19年（803年）、李実は司農寺卿を兼ねたまま、京兆尹となった。ほどなく嗣道王に封じられた。貞元20年（804年）、旱魃が起こり、関中は凶作となったが、李実は苛酷な取り立てを行なって、民衆の訴えを意に介さなかった。徳宗に問われても、李実は「今年は旱魃がありましたが、穀田は良好でございます」とうそぶき、このため租税は免除されなかった。民衆の多くは家屋を撤去し、瓦や木材を売却し、翌年のための麦の苗まで売って租税を納めた。俳優の成輔端が関中の民衆の悩み苦しむありさまをおどけて風刺すると、李実はこれを聞いて怒り、成輔端が国政を誹謗したとして訴え、徳宗に成輔端を殺させた。
当時、府官は御史台の官を避ける習慣があったが、李実は侍御史の王播と道で遭遇しても、李実は道を譲ろうとしなかった。王播が李実の従者を詰問すると、李実は怒り、上奏して王播を三原県令に出させた。また万年県令の李衆を誣告して、虔州司馬に左遷させた。権徳輿が礼部侍郎となると、李実は私的に士を推薦して請託したが、権徳輿が聞き入れないと、のちに大録20人で権徳輿のもとを押しかけて脅迫した。権徳輿はなおも従わなかったが、李実による誣告を恐れずにはいられなかった。
貞元21年（805年）、順宗が即位すると、李実は通州長史に左遷された。辞令が出されると、長安の人々はみな瓦や石を袖にして李実に投げつけようと待ち構えていた。李実はこのことを知ると、月営門から苑西を通って長安を出て逃れた。人々は喝采した。のちに李実は赦令に遇って虢州に移される途中、死去した。
子に李貞素があった。

## 伝記資料
- 『旧唐書』巻135 列伝第85
- 『新唐書』巻167 列伝第92